# Йорк фон Вартенбург, Пауль
Граф Ганс Людвиг Давид Пауль Йорк фон Вартенбург (нем. Hans Ludwig David Paul, Graf von York von Wartenburg; 1 апреля 1835 — 12 сентября 1897) — немецкий юрист, писатель и философ. Внук генерала Людвига Йорка фон Вартенбурга, дед антифашиста Петера Йорка фон Вартенбурга и поэта Вольфа фон Калькройта.

## Биография
В 1855 году поступил в Боннский университет, где учился на юриста. Немногим позже, перешёл в Университет Бреслау, где приступил к изучению философии. В молодом возрасте Йорк опубликовал эссе «Катарсис Аристотеля и Эдип из Колона». Это была первая и последняя публикация сделанная им при жизни.
В 1865 году скончался отец Йорка фон Вартенбург. После этого он взял на себя управление семейным поместьем и занял место отца в верхней палате прусского парламента — Палате господ (аналог Палаты лордов, места в которой были пожизненными передавались по наследству). Заседая в палате, принимал участие в многочисленных политических дебатах. Йорк фон Вартенбург принимал участие во франко-прусской войне 1870—1871 годов, а в 1871 году  присутствовал на церемонии провозглашения Германской империи в Зеркальном зале Версальского дворца.
Совместно со своим другом Вильгельмом Дильтеем (1833—1911), Йорк фон Вартенбург разработал герменевтическую философию истории, оказавшую влияние на раннюю философию истории Мартина Хайдеггера (1889—1976), а также на ряд его центральных концепций.

## Публикации
1. Die Katharsis des Aristoteles und der Oedipus Coloneus des Sophokles , Берлин, 1866 г.
2. Bewusstseinstellung und Geschichte, второе издание, Гамбург, 1991.
3. Briefwechsel zwischen Wilhelm Dilthey und dem Grafen Пауль Йорк фон Вартенбург 1877—1897, Переиздание: Хильдесхайм, 1995.
4. Italienisches Tagebuch, Дармштадт, 1927.